# Huis van de Griekse epigrammen

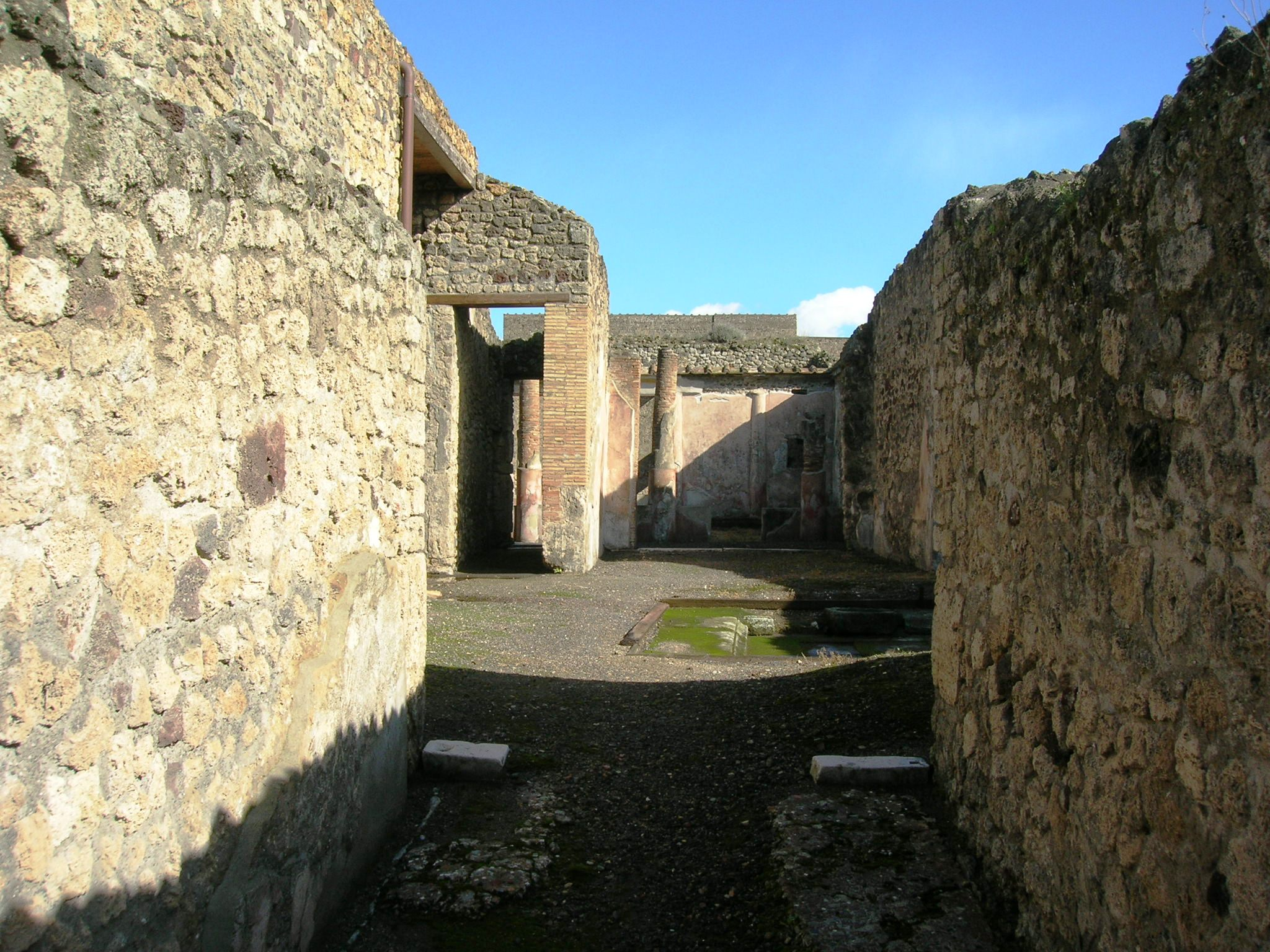
Ruïne, zicht vanuit de ingangsdeur op het atrium, tablinum en peristilium

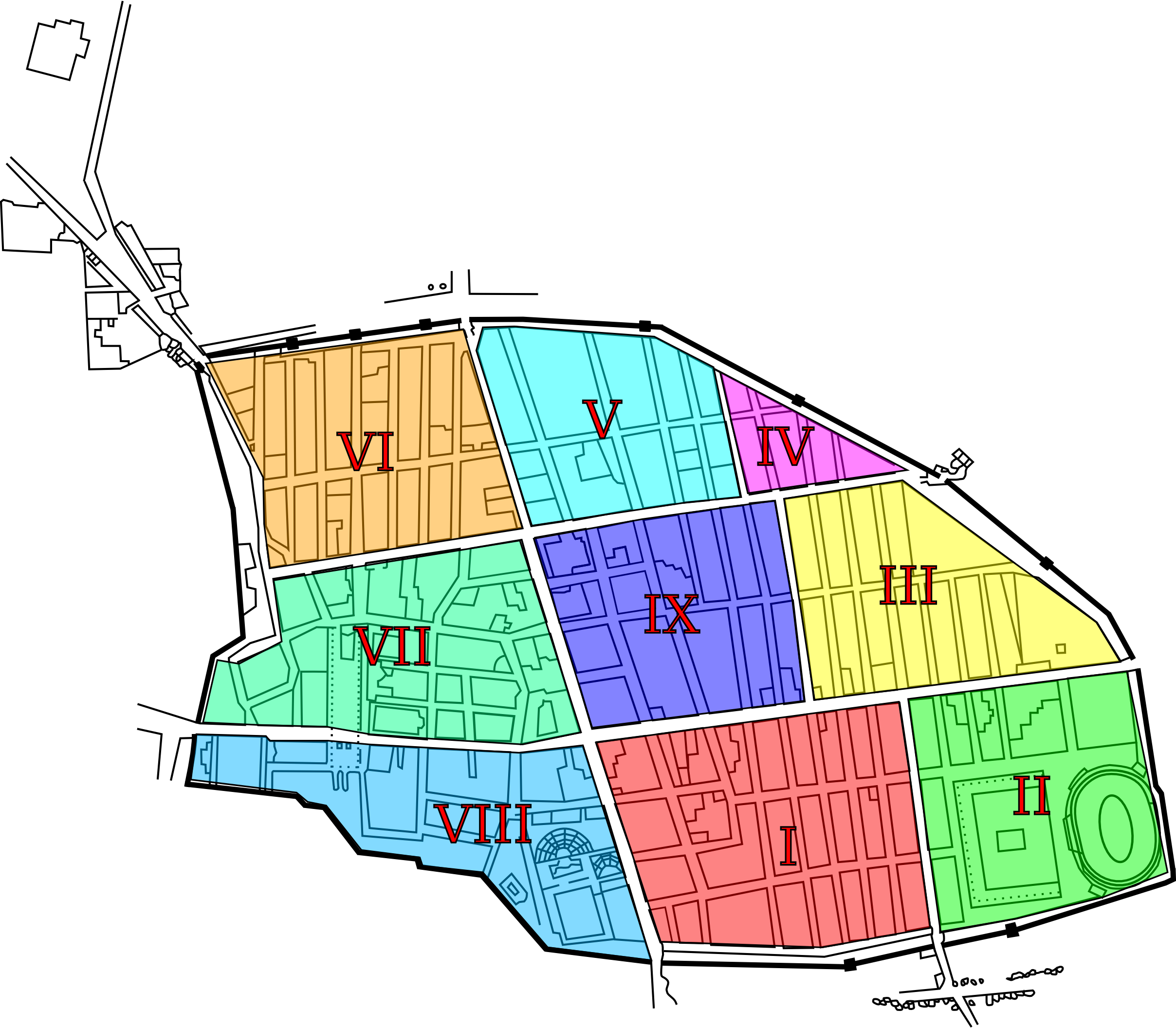
Het Huis van de Griekse epigrammen ligt in sectie V, in het huizenblok links onderaan

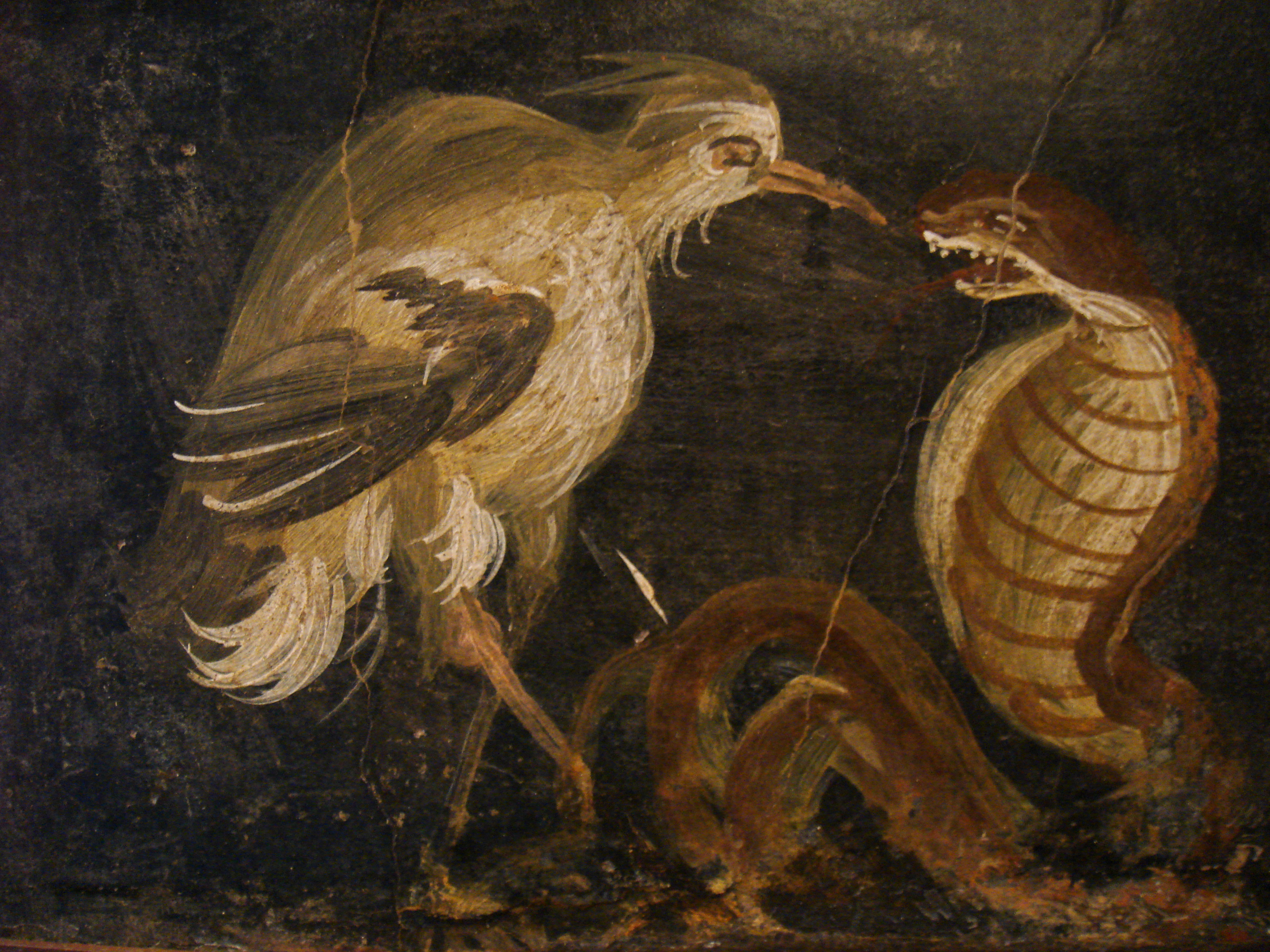
Fresco van een reiger en een cobra (Nationaal Archeologisch Museum van Napels)

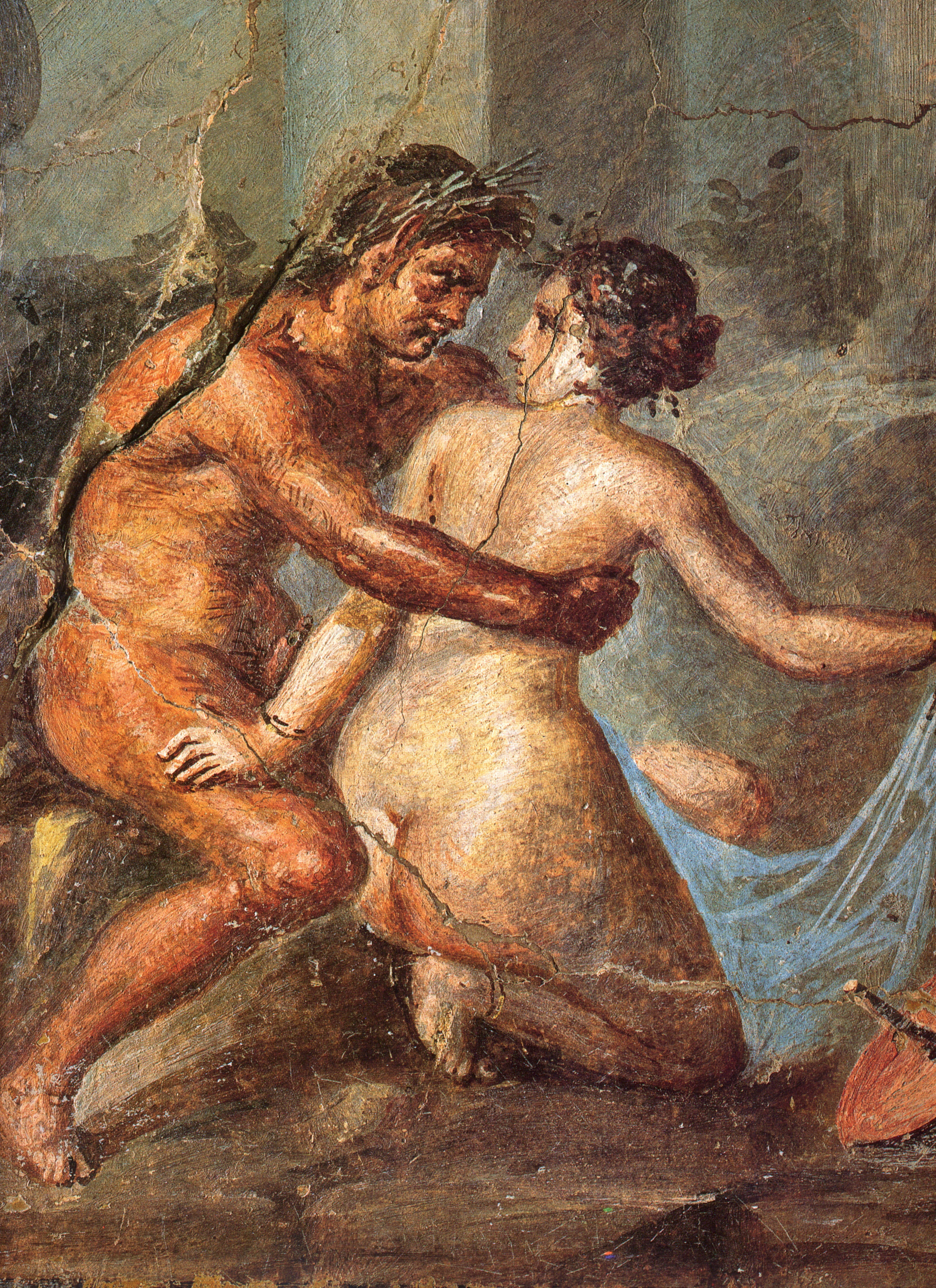
Fresco van een sater en een maenade (Nationaal Archeologisch Museum van Napels)

Het Huis van de (Griekse) epigrammen (Italiaans: Casa degli Epigrammi Greci) is een voormalige private woning en archeologische site in de stad Pompeï. Het ging om een luxueus woonhuis, dat zijn moderne naam dankt aan de epigrammen in het Grieks die werden gevonden op de muren van een van de kamers.

## Beschrijving
Het huis ligt in sectie V, huizenblok 1 (V 1,18), dit is in het noordelijk deel van Pompeï aan de Via del Vesuvio. De ingang ligt in het westelijk deel van het huis en bevindt zich tussen twee kleine winkelruimtes, die mogelijk verhuurd werden door de eigenaar van het huis. Achter de fauces (smalle gang) achter de toegangsdeur lag het atrium met een impluvium. Daarachter lag het tablinum dat uitgaf op de binnentuin in de vorm van een peristilium. Deze tuin was 12 op 10 meter groot en had aan drie zijden een zuilengalerij terwijl de zuidelijke zijde bestond uit een hoge muur. Ten noorden van het peristilium waren er een triclinium, waar aan ligbedden kon gegeten worden, en enkele exedrae, kleinere kamers. In een hiervan werden de Griekse epigrammen gevonden waaraan het huis zijn moderne naam dankt. Nog hierachter lagen de keuken, de latrine en de trap die naar de verdieping leidde.
Het huis was al meer dan 100 jaar oud op het moment dat het werd bedolven door de uitbarsting van de Vesuvius in 79. Al in 30 v.Chr. kreeg het zijn definitieve grondplan. 

### Tuin
Aan het begin van onze jaartelling werd de binnentuin afgegraven voor bouwmateriaal om herstellingen aan het huis uit te voeren. Na het einde van deze werken rond 15 werd er centraal in de tuin een fontein geplaatst, die haar water kreeg van het aquaduct dat naar Pompeï leidde. De fontein waterde af naar een cisterne om later in het huishouden te worden gebruikt. In de tuin werden aardewerken plantenpotten gevonden die waren ingegraven. Rond 60 werd er een lage muur (pluteus) tussen de zuilen van het peristilium gebouwd en aan de oostelijke zijde werden zelfs een kleine kamer gecreëerd achter de zuilenrij. Na 65 werd de fontein afgebroken (deze ontving mogelijk geen water meer na de zware aardbeving in Pompeï in 62) en in de plaats kwam er een basis voor een standbeeld.

### Fresco's
De muren van de fauces, atrium, de kamers ten noorden van het atrium en het tablinum waren bepleisterd maar de eertijds aangebrachte fresco's waren erg beschadigd. Een fresco van een sater en een maenade uit het peristilium wordt bewaard in het Nationaal Archeologisch Museum van Napels. Dit geldt ook voor een fresco van een reiger en een cobra uit het triclinium. In de meest oostelijke kamer die uitgaf op het peristilium werden fresco's gevonden met begeleidende Griekse teksten, de epigrammen waaraan het huis zijn naam dankt.
De pluteus rond de tuin werd zwart geverfd met daarop afbeeldingen van planten. Dit gaf mogelijk een trompe-l'oeileffect met de planten in de tuin. De muur van de nieuwe kamer die uitgaf op de tuin kreeg een fresco met een tuinscène: een fontein met twee pauwen, een drinkende Silenus en een panter die een stier bespringt.

## Archeologie
Een eerste opgraving in de moderne tijd vond plaats in 1748. Tussen 1875 en 1908 volgden nieuwe opgravingen waarbij fresco's en allerlei kostbare goederen werden gevonden, waaronder zilveren servies en juwelen uit smaragd. Tussen 2004 en 2006 deed een team van de Universiteit van Oxford opgravingen in de tuin van het huis in het kader van een ruimer project naar verschillende tuinen in Pompeï onder leiding van de Zweedse archeoloog Leander Toutai.